# Epipenaeon pestai
Epipenaeon pestai är en kräftdjursart som beskrevs av Hugo Frederik Nierstrasz och Brender à Brandis 1932. Epipenaeon pestai ingår i släktet Epipenaeon och familjen Bopyridae. Inga underarter finns listade i Catalogue of Life.